# Memorial Rik Van Steenbergen
De Memorial Rik Van Steenbergen (vroeger GP Rik Van Steenbergen) is een eendaagse wielerwedstrijd die sinds 2005 deel uitmaakt van de UCI Europe Tour in de categorie 1.1. De wedstrijd is vernoemd naar de Belgische wielrenner Rik Van Steenbergen.
Van 1991 tot en met 2012 werd de wedstrijd georganiseerd in Aartselaar. Sinds 2013 kreeg de organisatie niet voldoende budget bij elkaar, waardoor de koers er vanaf dan niet meer gereden werd.
Om de profkoers nieuw leven in te blazen, zocht oud-provincie-gouverneur Camille Paulus contact met de organisatoren van de Schaal Sels. Zij beslisten om de wedstrijd opnieuw te organiseren. Het parcours werd verlegd naar de Kempen, met de start in Beerse en de aankomst in Arendonk, het geboortedorp van Rik Van Steenbergen. De eerste vernieuwde editie werd gereden op 13 oktober 2019.

## Lijst van winnaars

### Meervoudige winnaars
Renners in het cursief gedrukt zijn renners die nu nog actief zijn.
| Overwinningen | Renner        | Land   | Jaren                     |
| ------------- | ------------- | ------ | ------------------------- |
| 4             | Niko Eeckhout | België | 2001 + 2003 + 2006 + 2009 |

### Overwinningen per land
| Overwinningen | Land                                                   |
| ------------- | ------------------------------------------------------ |
| 12            | België                                                 |
| 3             | Nederland                                              |
| 2             | Duitsland, Italië                                      |
| 1             | Denemarken, Frankrijk, Oekraïne, Oezbekistan, Tsjechië |